# Dacira
Dacira là một chi bướm đêm thuộc họ Noctuidae.